# 輻射壓
輻射壓（英語：Radiation pressure），亦稱光壓，是電磁輻射對所有暴露在其下的物體表面所施加的壓力。如果被吸收，壓力是流量密度除以光速；如果完全被反射，輻射壓將會加倍。例如，太陽輻射的能量在地球的流量密度是{\displaystyle 1367W/m^{2}}，所以吸收狀態下的輻射壓是 {\displaystyle 4.6\mu Pa}（參考氣候模型）。

## 發現
1871年，英国物理学家麦克斯韦從理論上推論出電磁輻射會對所有暴露在其下的物體表面施加壓力的事實，並且先後于1900年被俄罗斯物理学家彼得·列别捷夫、1901年被尼古拉斯和赫爾經由實驗證實。這壓力非常微弱，但能在保持精確平衡下反射電磁輻射的金屬翻版（尼古拉斯輻射計），經由精確的實驗查出他的蹤跡。

## 理論
或許由電磁學理論顯示，在量子論或熱力學都沒有對輻射本質做任何的假設，暴露在空間的物體表面，每單位體積所承受的壓力是在該空間內來自四面八方的總壓力的三分之一。
對於黑體輻射，被暴露的表面是平衡的，能量密度是符合斯特凡-波茲曼定律的，等於{\displaystyle \sigma T^{4}/3c}；此處{\displaystyle \sigma }是斯特凡-波茲曼常數，{\displaystyle c}是光速，{\displaystyle T}是該處空間的絕對溫度。三分之一的能量等於 {\displaystyle 6.305\times 10^{-17}T^{4}J/\left(m^{3}K^{4}\right)}，因此是與前述以壓力單位巴(Pa)表示的是相等的。

### 在行星際空間
例如，在水的沸點（373.15 K），輻射壓只有3微巴（約為每平方英里兩磅的力）。如果輻射具有方向性（在行星際空間，來自太陽的能量流佔有壓倒性的份量），輻射壓可增強三倍，達到{\displaystyle \sigma T^{4}/c}；如果物體是理想的反射體，壓力還可以倍增成為{\displaystyle 2\sigma T^{4}/c}。一個太陽帆位於輻射溫度相當於水的沸點之處，會承受到22微巴的輻射壓，或是接近13 lbf/sq mi。如此微弱的輻射壓，還是可以對微小的質點，像是氣體、離子和電子，產生明顯的作用， 並且對來自太陽、彗星物質等等發射電子的理論是很重要的（參考亞爾科夫斯基效應、YORP效應）。

### 在星際空間
在恆星內部的溫度非常高，恆星模型預測太陽在核心的溫度約1,500萬K，超巨星核心的溫度更高達10億K。輻射壓與溫度的四次方成正比，因此在這樣的高溫下溫度是很重要的因素。在太陽，輻射壓力與氣體壓力比較仍是微不足道的；但在大質量的恆星，輻射壓是所有壓力中最主要的成分。

## 太陽帆
太陽帆是被提出作為太空船推進的一種方法，將使用太陽輻射壓力做為動力的來源，民間的太空船宇宙1號已經在嘗試使用這種形式的動力。

## 聲學的輻射壓
在聲學，輻射壓是當聲波穿過兩個媒介體之間的接觸位置時，以單一方向施加在該處的壓力。